# Бенуа Вандерхорст, Педро
Педро Бартоломе Бенуа Вандерхорст (исп. Pedro Bartolomé Benoit Vanderhorst; 13 февраля 1921, Санта Барбара де Самана, Доминиканская Республика — 5 апреля 2012, Санто-Доминго, Доминиканская Республика) — доминиканский военный и бизнесмен, глава военной хунты Доминиканской Республики (1965)

## Биография
Был военным и землевладельцем. Стал известен в 1965 г., когда вооруженные силы США осуществили вторжению в Доминиканскую Республику, с целью свержения пришедшего к власти в результате гражданской войны левого правительства Франсиско Кааманьо. С 1 по 7 мая возглавлял правящую хунту, пока не было сформировано правительство национального возрождения во главе с Антонио Имбертом.